# HobbyJAPAN
HobbyJAPAN CO., Ltd (яп. 株式会社 ホビージャパン кабусики-гайся хоби: дзяпан), сокращенно HJ — японское издательство и одноименный журнал, специализирующийся на настольных играх, фигурках, игрушках, артбуках по успешным аниме, манги, сериям лайт-новел. Основан 27 сентября 1969 года.

## История
Компания была основана в сентябре 1969 года, а в декабре был запущен одноименный ежемесячный журнал HobbyJAPAN (яп. 月刊ホビージャパン гэккан хоби: дзяпан), в мае 1986 года появился журнал про компьютерные ролевые игры Tactics (яп. タクテクス такутэкусу), в 1990 году переименованный в RPG Magazine (яп. RPGマガジン RPG магадзин); в июне 1989 года был запущен Arms Magazine (яп. アームズマガジン а:мудзу магадзин) об игрушечном оружии, в 1990 году — журнал комиксов Comic Master (яп. コミックマスター комикку масута:), в апреле 1996 года — журнал по игре Magic: The Gathering и др.

## Журналы
- Gekkan Hobby Japan (月刊ホビージャパン)
- Card Gamer (カードゲーマー ка: догэ: ма:)[2]
- Arms Magazine (アームズマガジン а: мудзу магадзин)
- Uchuusen (宇宙船)
- Car modeling manual (カーモデリングマニュアル ка: модэрингу манюару)
- Hobby Japan plus (ホビージャパンプラス хоби: дзяпан пурасу)

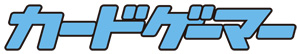
Логотип журнала Card Gamer

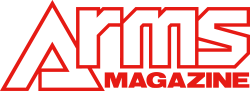
Логотип Arms Magazine

- Military modeling manual (リタリーモデリングマニュアル миритари: модэрингу манюару)
- Train modeling manual (トレインモデリングマニュアル торэйн модэрингу манюару)
- Manaban (マナバーン манаба: н)

### Charano!

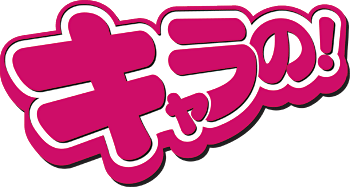
Логотип Charano!

Charano! (яп. キャラの！) — ежемесячный журнал лайт-новел для мужской аудитории, выходивший с сентября 2006 года по 2011 год. Первоначально назывался Novel Japan, в июне 2007 был переименован в Charano!. Здесь публикуются такие романы, как Armored Trooper Votoms: Command Vorct, Dungeons & Dragons Replay, Gekitō! Queen’s Blade, Idolmaster Xenoglossia: Iori Sunshine!+, My-HiME Destiny.